# Sultan Majid Afandiyev
Pour les articles homonymes, voir Afandiyev.
Sultan Majid Afandiyev (azéri : Sultan Məcid Əfəndiyev; russe : Султан Меджид Эфендиев), également  écrit Efendiyev est un homme d'État et révolutionnaire azéri, né le 26 mai 1887 à Şamaxı
et mort exécuté le 21 avril 1938 à Bakou. Il est un des fondateurs du Parti Communiste d'Azerbaïdjan.

## Biographie
Né à Şamaxı d'un père vendeur, Afandiyev participe au mouvement révolutionnaire qui débute en 1902 en Azerbaïdjan, qui est à cette époque une région de l'Empire russe. En 1904, il est un des organisateurs du parti Hummet et prend une part active dans la Révolution russe de 1905.
Il suit des études au département de médecine de l'Université de Kazan et obtient le diplôme de médecin en 1915. Après la Révolution de Février de 1917, il devient membre du Conseil de Bakou, du Comité Hummet et du comité du Parti ouvrier social-démocrate de Russie (Bolcheviks). Durant la Guerre Civile, il participe à la défense d'Astrakhan.
De 1918 à 1931 Afandiyev est nommé à diverses fonctions : commissaire aux affaires musulmanes transcaucasiennes du Narkomnats (People's Commissariat of Nationalities) de la République socialiste fédérative soviétique de Russie, vice-président du bureau central de l'Organisation communiste des peuples de l'Est du comité central du RKP(b) (Russian Communist Party of Bolsheviks). 
En 1920-1921, il est membre du Comité exécutif du conseil de Bakou, commissaire extraordinaire du Comité central d'Azerbaïdjan KP(b), Commissaire de la province de Gandja (il ordonne l'élimination de la rébellion anti-Bolchevik à Gandja), membre du Comité exécutif central, Commissaire du peuple des terres (People's Commissar of Lands), Commissaire du peuple au Commissariat révolutionnaire de la République socialiste soviétique d'Azerbaïdjan, membre du Comité Central du VKP(b) (All-Union Communist Party of the Bolsheviks ), membre du Comité Régional Transcaucasien du VKP(b), il fait partie du Bureau du Comité Central du KP(b) azerbaidjanais, membre du Comité exécutif central de l'URSS, vice-président et à partir de 1931 président du Comité Central Exécutif de la RSS d'Azerbaïdjan et un des présidents du Comité Exécutif Central de la République socialiste fédérative soviétique de Transcaucasie.
Il a écrit pour le journal Zhizn' Natsional'nostei.
Durant les Grandes Purges, Afandiyev est arrêté, accusé de complot contre l'Etat soviétique, condamné à mort et exécuté à Bakou le 21 avril 1938. En 1956 il est réhabilité à titre posthume.